# Piper subglabribracteatum
Piper subglabribracteatum är en pepparväxtart som beskrevs av C. Dc.. Piper subglabribracteatum ingår i släktet Piper och familjen pepparväxter. Inga underarter finns listade i Catalogue of Life.